# Ширина спектральної лінії

Графічне визначення ширини лінії

Ширина́ спектральної лі́нії — кількісна характеристика розмитості лінії в спектрі.
Позначається здебільшого літерою {\displaystyle \Gamma }.
Зазвичай за ширину лінії вибирається повна ширина на половині максимуму інтенсивності.
Удвічі менша величина називається напівшириною і позначається здебільшого {\displaystyle \gamma }.

## Фізична природа
Уширення ліній у спектрах будь-якої природи виникає завдяки різним чинникам. Одним із чинників є недосконалість
вимірювальних приладів, можливості яких обмежені роздільною здатністю. Проте часто лінія набагато ширша, ніж характерний масштаб похибки вимірювального приладу. В такому випадку вивчення форми лінії дає додаткову інформацію про об'єкт дослідження.
Нижню границю ширини лінії встановлює принцип невизначеності Гайзенберга. Із ним зв'язане поняття природної ширини спектральної лінії. Квантовомеханічна система не може перебувати в збудженому стані як завгодно довго. Рано чи пізно відбувається
спонтанне випромінювання кванта електромагнітного поля, й система переходить до стану із меншою енергією.
Якщо час життя збудженого стану дорівнює τ, то згідно із принципом Гайзенберга, невизначеність енергії системи визначається нерівністю
{\displaystyle \Delta E\tau \geq {\frac {\hbar }{2}}},
де {\displaystyle \hbar } — приведена стала Планка.
Оскільки {\displaystyle E=\hbar \omega }, то, невизначеність в частоті ω повинна бути принаймні не меншою за 1/2τ.
Природна ширина лінії є її нижньою границею, проте лінії реальних спектрів розмиті додатково завдяки різним іншим чинникам. Енергетичні рівні квантовомеханічних систем зміщуються при взаємодії із сусідніми тілами, розташування яких часто випадкове. Така взаємодія призводить до ще більшої невизначеності частоти квантовомеханічного переходу, проте ретельне вивчення ширини та форми лінії в залежності від температури чи інших чинників, дозволяє робити висновки про взаємодію атомів і молекул у тілах.